# Richard Balfe
Richard Balfe (n. 14 mai 1944) este un om politic britanic, membru al Parlamentului European în perioadele 1979-1984, 1984-1989, 1989-1994, 1994-1999 si 1999-2004 din partea Regatului Unit.
1. ↑   https://www.europarl.europa.eu/meps/pl/1428/RICHARD+A._BALFE/history/5 Lipsește sau este vid: |title= (ajutor)
2. ↑  The Peerage
3. 1 2  pace.coe.int
4. 1 2  Deputații în Parlamentul European